# Jan Král
Jan Král (Česká Lípa, 5 april 1999) is een Tsjechisch voetballer die sinds 2022 uitkomt voor KAS Eupen.

## Carrière
Král maakte zijn profdebuut in het shirt van FK Mladá Boleslav. De club leende hem tweemaal uit: aan FK Varnsdorf en FC Erzgebirge Aue. Bij de Tsjechische tweedeklasser FK Varnsdorf speelde hij in de eerste helft van het seizoen 2017/18 acht competitiewedstrijden, bij de Duitse tweedeklasser Erzgebirge Aue speelde hij in de tweede helft van het seizoen 2018/19 vier competitiewedstrijden. In januari 2020 verhuisde hij op definitieve basis naar de Tsjechische tweedeklasser FC Hradec Králové. Met deze club promoveerde hij anderhalf jaar later naar de Fortuna liga.
In juni 2022 ondertekende Král een driejarig contract bij de Belgische eersteklasser KAS Eupen.
1 Moser ·
2 Van Genechten ·
3 Davidson ·
4 Baiye ·
7 Nuhu ·
8 Peeters ·
9 Prevljak ·
10 Charles-Cook ·
11 N'Dri ·
13 S. Keita ·
14 Deom ·
15 Magnée ·
17 Bitumazala ·
18 A. Keita ·
20 Magee ·
23 Christie-Davis ·
24 Wakaso ·
28 Paeshuyse ·
29 Alloh ·
30 Gorenc ·
33 Nurudeen ·
35 Lambert ·
47 Offermann ·
77 Oger ·
99 Roufosse ·
Coach: Still